# Tivoli Gardens FC
Tivoli Gardens FC is een Jamaicaanse voetbalclub uit Kingston en speelt in de Jamaican National Premier League.

## Erelijst
- Landskampioen

1983, 1999, 2004, 2009, 2011
- Beker van Jamaica

1999, 2006, 2011
- CFU Club Championship

finalist in 2004
Arnett Gardens · 
Boys' Town · 
Harbour View · 
Humble Lions · 
Jamalco · 
Maverley Hughenden · 
Montego Bay United · 
Portmore United · 
Reno · 
Tivoli Gardens · 
UWI Pelicans · 
Waterhouse